# Le Troncq
Le Troncq est une commune française située dans le département de l'Eure, en région Normandie.

## Géographie

### Localisation
| Le Bosc du Theil (comm. dél. de Saint-Nicolas-du-Bosc) | La Pyle, Amfreville-Saint-Amand (comm. dél. d'Amfreville-la-Campagne) | Amfreville-Saint-Amand (comm. dél. d'Amfreville-la-Campagne) |
| Épégard                                                | Troncq                                                                | Hectomare                                                    |
|                                                        | Iville                                                                |                                                              |

### Hydrographie
La commune est située dans le bassin Seine-Normandie. Elle n'est drainée par aucun cours d'eau,. Néanmoins quatre plans d'eau sont présents sur le territoire communal : la mare aux Chiens (0,01 ha), la mare Chouze (0,06 ha), la mare des Friches (0,02 ha) et la mare Roselière (0,02 ha),.

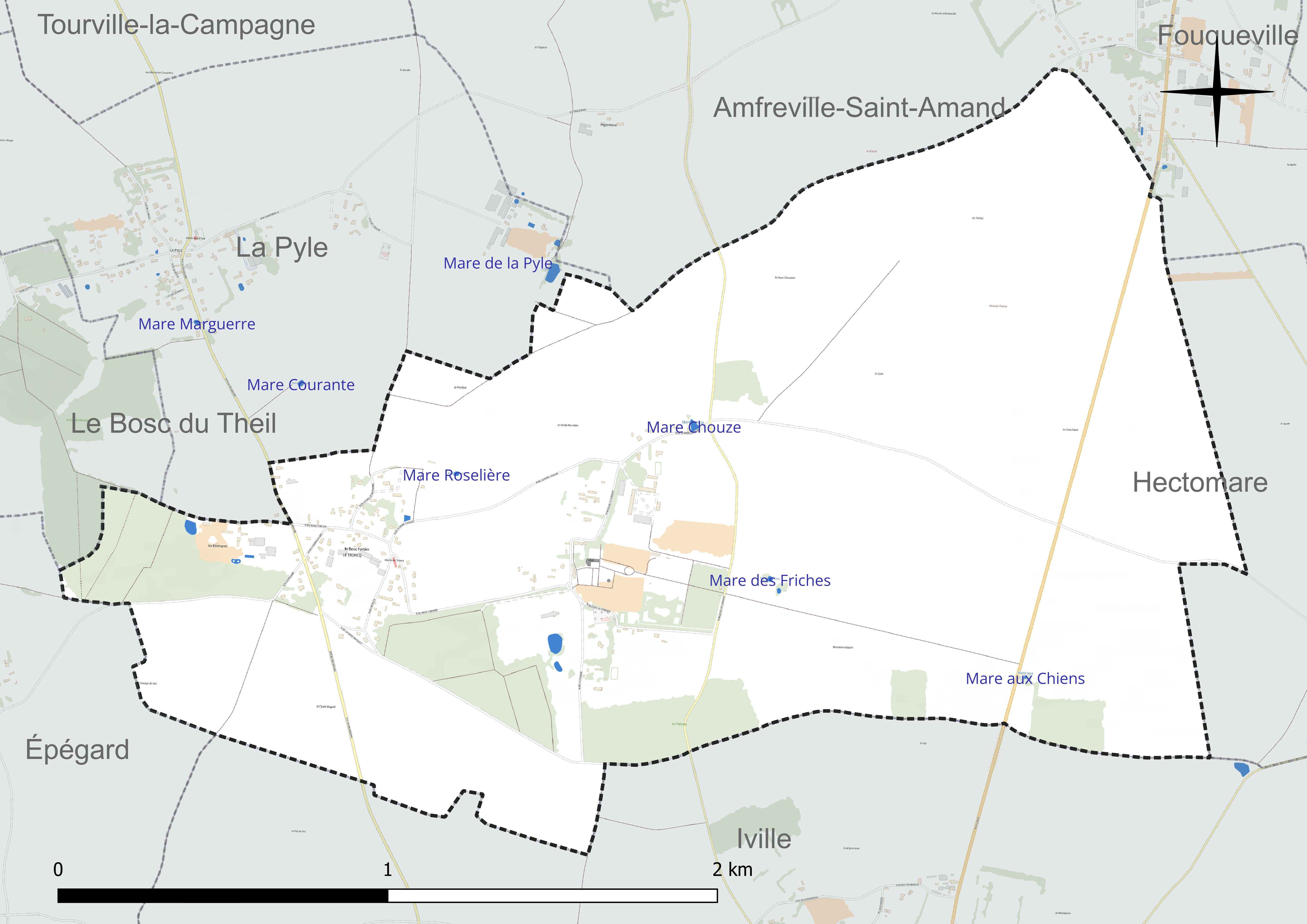
Réseau hydrographique du Troncq.

### Climat
Pour des articles plus généraux, voir Climat de la Normandie et Climat de l'Eure.
En 2010, le climat de la commune est de type climat océanique dégradé des plaines du Centre et du Nord, selon une étude du CNRS s'appuyant sur une série de données couvrant la période 1971-2000. En 2020, Météo-France publie une typologie des climats de la France métropolitaine dans laquelle la commune est exposée à un climat océanique et est dans la région climatique  Côtes de la Manche orientale, caractérisée par un faible ensoleillement (1 550 h/an) ; forte humidité de l’air (plus de 20 h/jour avec humidité relative > 80 % en hiver), vents forts fréquents. Parallèlement le GIEC normand, un groupe régional d’experts sur le climat, différencie quant à lui, dans une étude de 2020, trois grands types de climats pour la région Normandie, nuancés à une échelle plus fine par les facteurs géographiques locaux. La commune est, selon ce zonage, exposée à un « climat contrasté des collines », correspondant au Pays d’Auge, Lieuvin et Roumois, moins directement soumis aux flux océaniques et connaissant toutefois des précipitations assez marquées en raison des reliefs collinaires qui favorisent leur formation.
Pour la période 1971-2000, la température annuelle moyenne est de 10,3 °C, avec  une amplitude thermique annuelle de 13,9 °C. Le cumul annuel moyen de précipitations est de 752 mm, avec 12 jours de précipitations en janvier et 8,2 jours en juillet. Pour la période 1991-2020, la température moyenne annuelle observée sur la station météorologique la plus proche, située sur la commune de Brionne à 14 km à vol d'oiseau, est de 11,5 °C et le cumul annuel moyen de précipitations est de 791,7 mm,. Pour l'avenir, les paramètres climatiques de la commune estimés pour 2050 selon différents scénarios d’émission de gaz à effet de serre sont consultables sur un site dédié publié par Météo-France en novembre 2022.

## Urbanisme

### Typologie
Au 1er janvier 2024, Le Troncq est catégorisée commune rurale à habitat dispersé, selon la nouvelle grille communale de densité à 7 niveaux définie par l'Insee en 2022.
Elle est située hors unité urbaine. Par ailleurs la commune fait partie de l'aire d'attraction du Neubourg, dont elle est une commune de la couronne,. Cette aire, qui regroupe 13 communes, est catégorisée dans les aires de moins de 50 000 habitants,.

### Occupation des sols
L'occupation des sols de la commune, telle qu'elle ressort de la base de données européenne d’occupation biophysique des sols Corine Land Cover (CLC), est marquée par l'importance des territoires agricoles (91,8 % en 2018), une proportion identique à celle de 1990 (91,8 %). La répartition détaillée en 2018 est la suivante : 
terres arables (78,9 %), zones agricoles hétérogènes (12,9 %), forêts (8,2 %). L'évolution de l’occupation des sols de la commune et de ses infrastructures peut être observée sur les différentes représentations cartographiques du territoire : la carte de Cassini (XVIIIe siècle), la carte d'état-major (1820-1866) et les cartes ou photos aériennes de l'IGN pour la période actuelle (1950 à aujourd'hui).

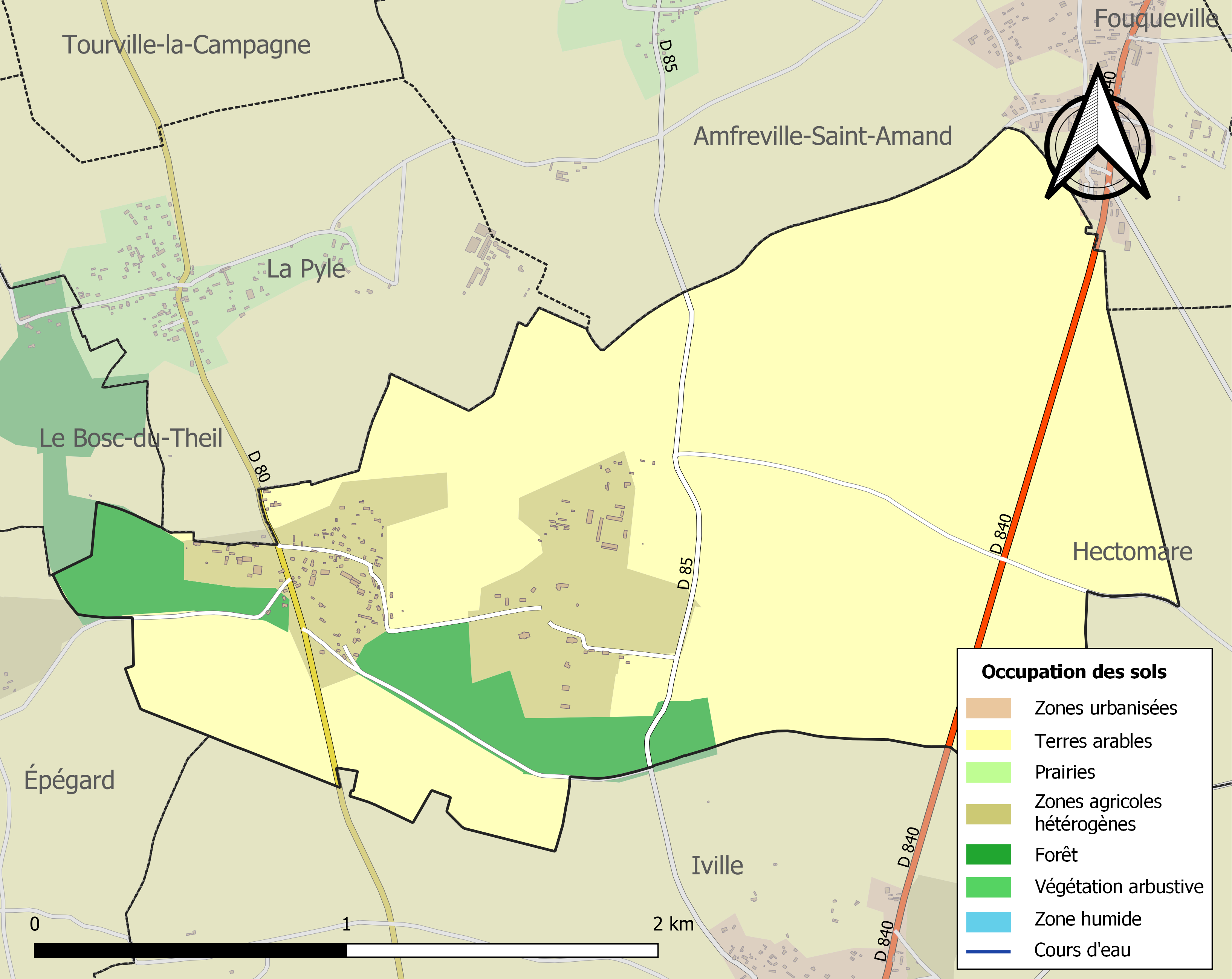
Carte des infrastructures et de l'occupation des sols de la commune en 2018 (CLC).

## Toponymie
Le nom de la localité est attesté sous la forme Truncus (cartulaire de Jumiéges) en 1199 et en 1210 (cartulaire de Jumiéges), de l'oïl tronc « souche d'un arbre abattu, restée en terre », Truncatum en 1210 (charte de la Noë, Bibliothéque nationale), Le Trunc en 1307 (olim), Saint Père du Tronc en 1411 (dénombr. des biens de l’abb. de la Croix-Saint-Leufroi), Tronqt en 1413, Le Tronq en 1469, Le Tronc en 1519 (aveu de Louis de Gouvis).
De l'oïl tronc « souche d'un arbre abattu, restée en terre ».

## Politique et administration
| Période                                  | Période | Identité       | Étiquette | Qualité   |
| ---------------------------------------- | ------- | -------------- | --------- | --------- |
| mars 2008                                | 2020    | Nicole Normand | PS        | Retraitée |
| Les données manquantes sont à compléter. |         |                |           |           |

## Démographie
L'évolution du nombre d'habitants est connue à travers les recensements de la population effectués dans la commune depuis 1793. Pour les communes de moins de 10 000 habitants, une enquête de recensement portant sur toute la population est réalisée tous les cinq ans, les populations de référence des années intermédiaires étant quant à elles estimées par interpolation ou extrapolation. Pour la commune, le premier recensement exhaustif entrant dans le cadre du nouveau dispositif a été réalisé en 2004.

En 2022, la commune comptait 170 habitants, en évolution de −2,86 % par rapport à 2016 (Eure : −0,25 %, France hors Mayotte : +2,11 %).
| 1793 | 1800 | 1806 | 1821 | 1831 | 1836 | 1841 | 1846 | 1851 |
| ---- | ---- | ---- | ---- | ---- | ---- | ---- | ---- | ---- |
| 384  | 403  | 403  | 333  | 328  | 343  | 320  | 512  | 288  |

| 1856 | 1861 | 1866 | 1872 | 1876 | 1881 | 1886 | 1891 | 1896 |
| ---- | ---- | ---- | ---- | ---- | ---- | ---- | ---- | ---- |
| 272  | 208  | 210  | 194  | 193  | 188  | 163  | 162  | 151  |

| 1901 | 1906 | 1911 | 1921 | 1926 | 1931 | 1936 | 1946 | 1954 |
| ---- | ---- | ---- | ---- | ---- | ---- | ---- | ---- | ---- |
| 145  | 152  | 133  | 116  | 130  | 118  | 125  | 147  | 131  |

| 1962 | 1968 | 1975 | 1982 | 1990 | 1999 | 2004 | 2006 | 2009 |
| ---- | ---- | ---- | ---- | ---- | ---- | ---- | ---- | ---- |
| 132  | 135  | 124  | 129  | 125  | 124  | 138  | 152  | 152  |

| 2014 | 2019 | 2022 | - | - | - | - | - | - |
| ---- | ---- | ---- | - | - | - | - | - | - |
| 175  | 167  | 170  | - | - | - | - | - | - |

## Culture locale et patrimoine

### Lieux et monuments
- Le domaine du Troncq[23] Inscrit MH (1997), le colombier étant  Classé MH (1999)

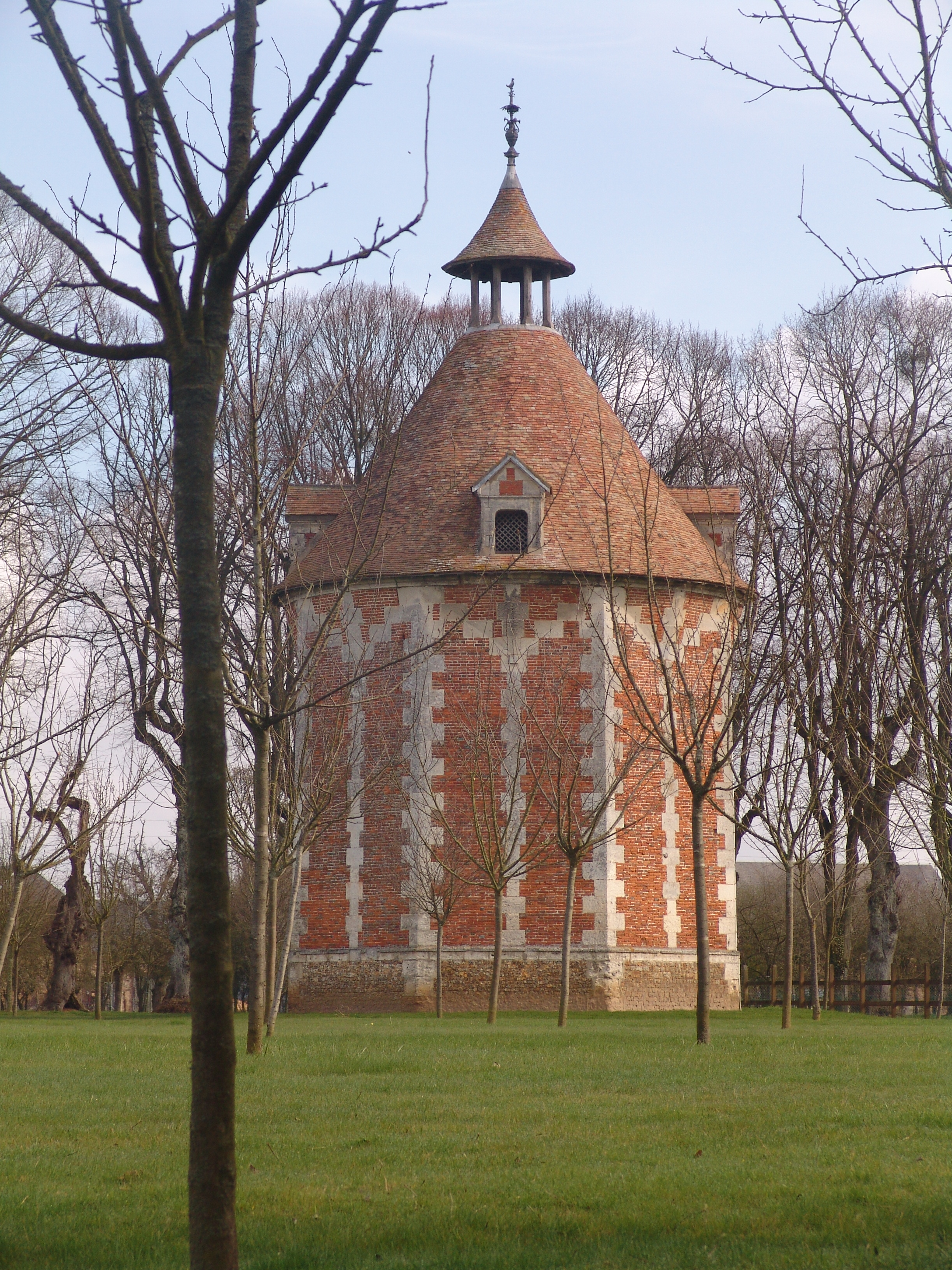
Colombier.
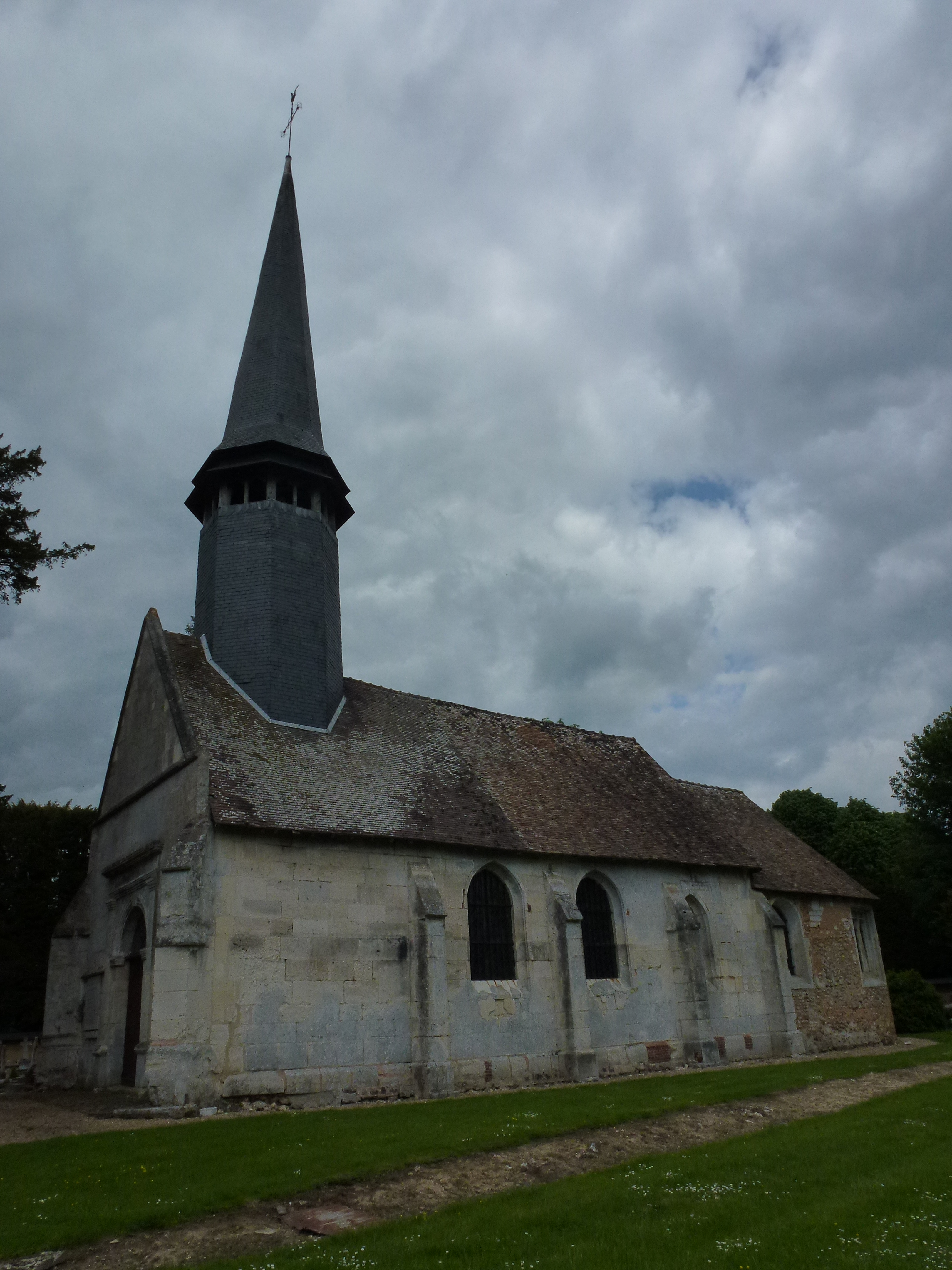
Église Saint-Pierre.
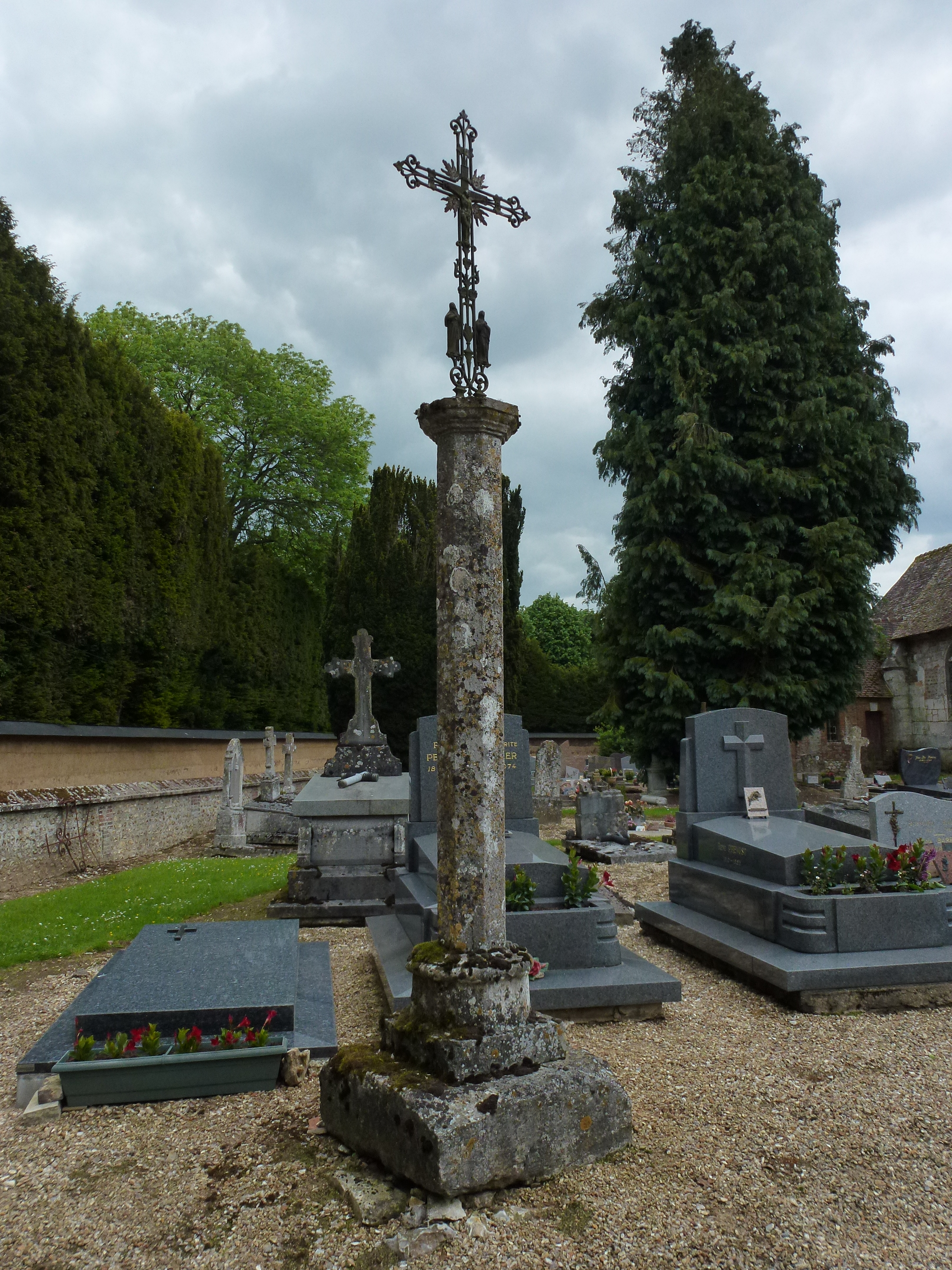
Croix de cimetière.

### Patrimoine naturel

#### Site classé
- L'église et son cimetière renfermant un vieil if avec statue ancienne de la Vierge placée dans son tronc, trois érables, deux conifères, un if d’Irlande, un groupe de buis et vingt rosiers,  Site classé (1926)[24].

### Héraldique
| Blason de Le Troncq | Blason  | D'azur à la barre d'argent chargée de cinq losanges aboutées de gueules, accompagnée en chef d'une fleur de lis d'or et en pointe d'une molette d'éperon du même. |
| Blason de Le Troncq | Détails | Création Denis Joulain adoptée par la commune le 19 juin 2017. |